# Arent de Gelder

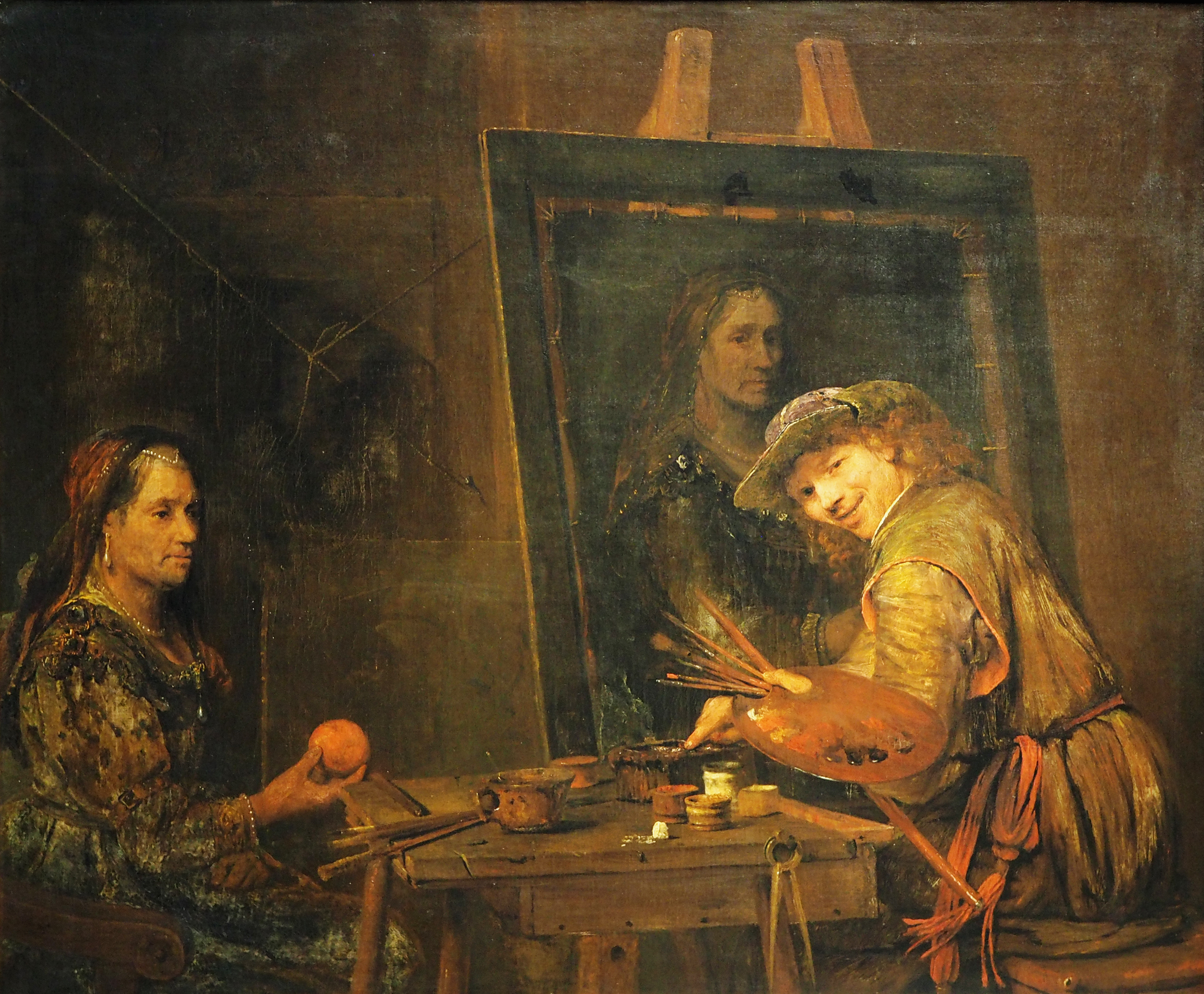
Autorretrato con un caballete pintando a una anciana (1685) óleo sobre lienzo, 141,5 x 167,3 cm, Instituto de arte Städel, Fráncfort del Meno.

Aert (o Arent) de Gelder (Dordrecht, 26 de octubre de 1645 - Dordrecht, 27 de agosto de 1727) fue un pintor barroco holandés.

## Biografía
Tras estudiar con Samuel van Hoogstraten (1627 – 1678) entre 1661-3, fue uno de los últimos pupilos de Rembrandt (1606 – 1669) en Ámsterdam entre 1663-7. Él no fue sólo uno de los más talentosos alumnos de Rembrandt, sino que también fue uno de sus más devotos seguidores, porque él fue el único artista holandés a seguir trabajando con su estilo en el siglo XVIII.
Sus pinturas religiosas, en particular, con su audacia imaginativa y la preferencia por los tipos orientales, están muy en el espíritu del maestro, aunque de Gelder usó a menudo colores - como lila y amarillo limón - que fueron atípicos de Rembrandt, y su paleta en general fue más ligera.
Una de sus obras más conocidas, El sueño de Jacob (Galería Pictórica de Dulwich, Londres), durante mucho tiempo fue atribuida a Rembrandt.

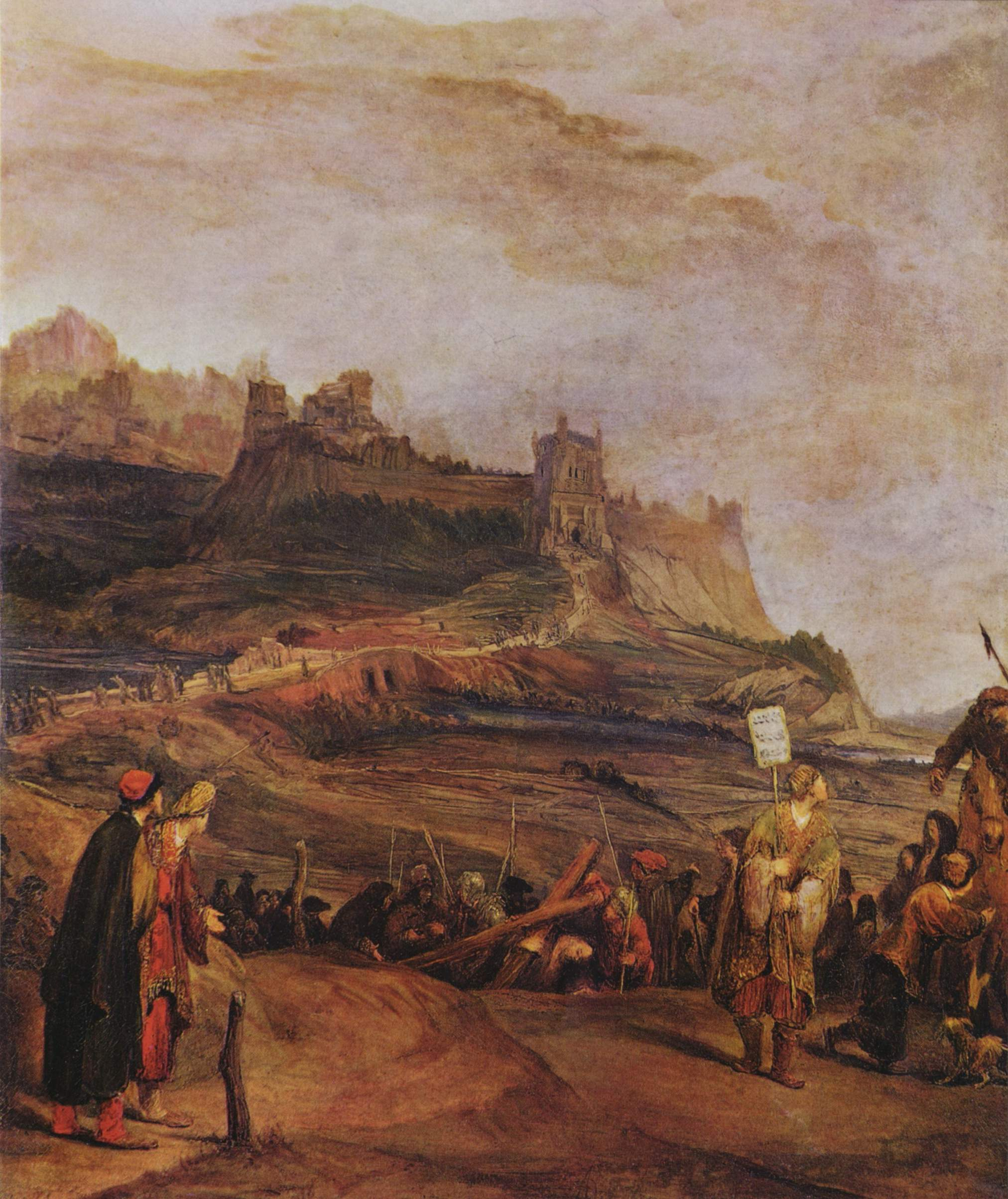
Camino al Gólgota (1715) Museo Municipal, Aschaffenburg.

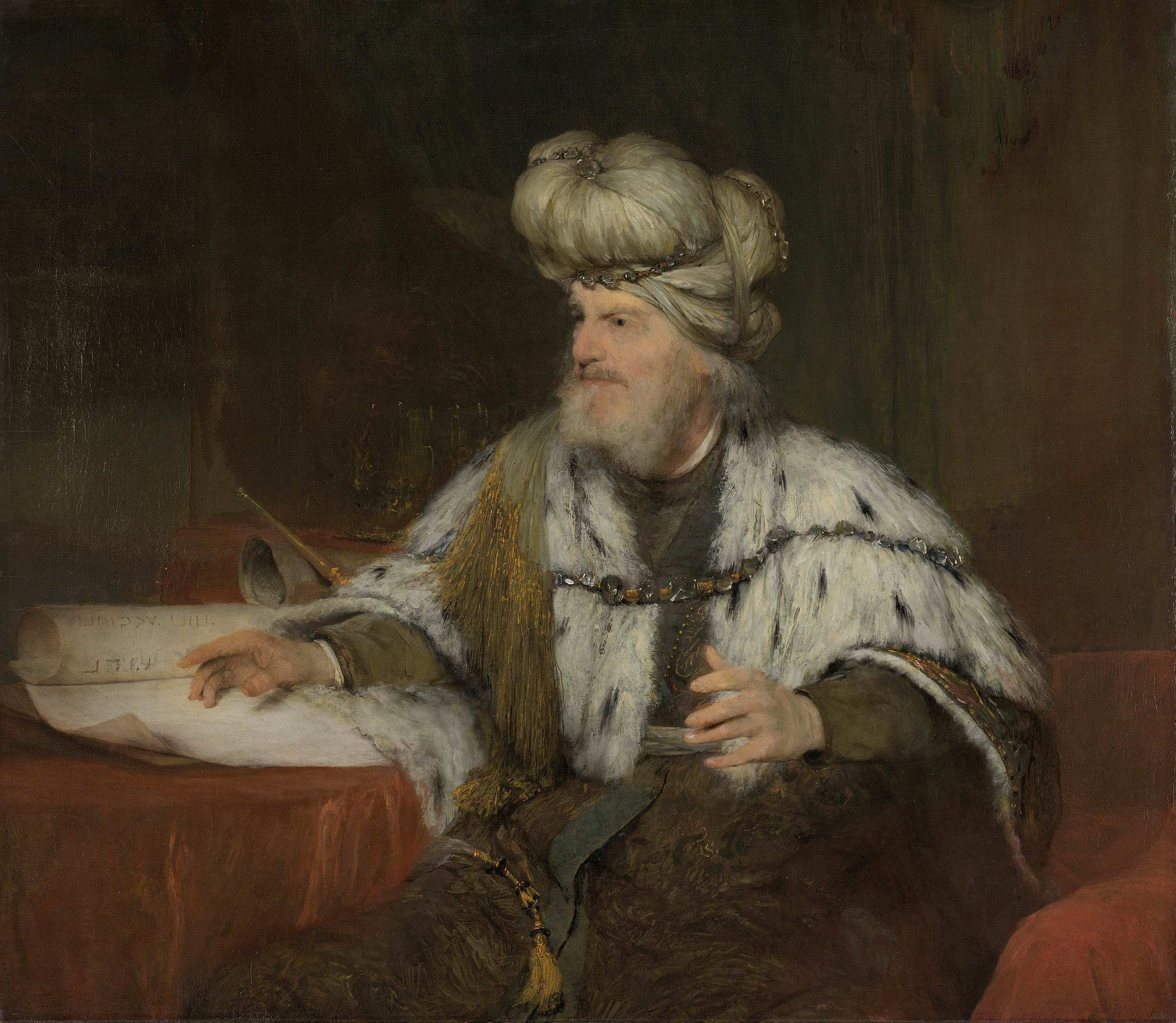
Rey David (1680-5) Museo Nacional, Ámsterdam.

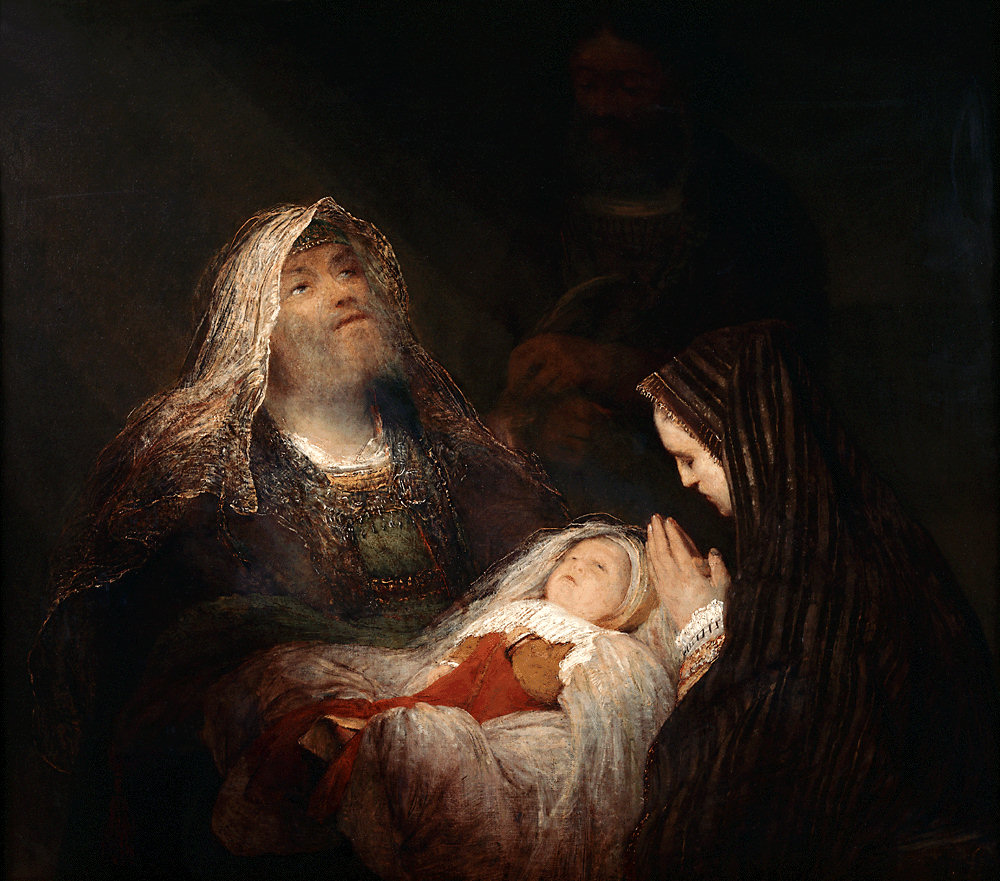
Simeón y Ana rezan al niño Jesús (sobre 1700) Mauritshuis, La Haya.

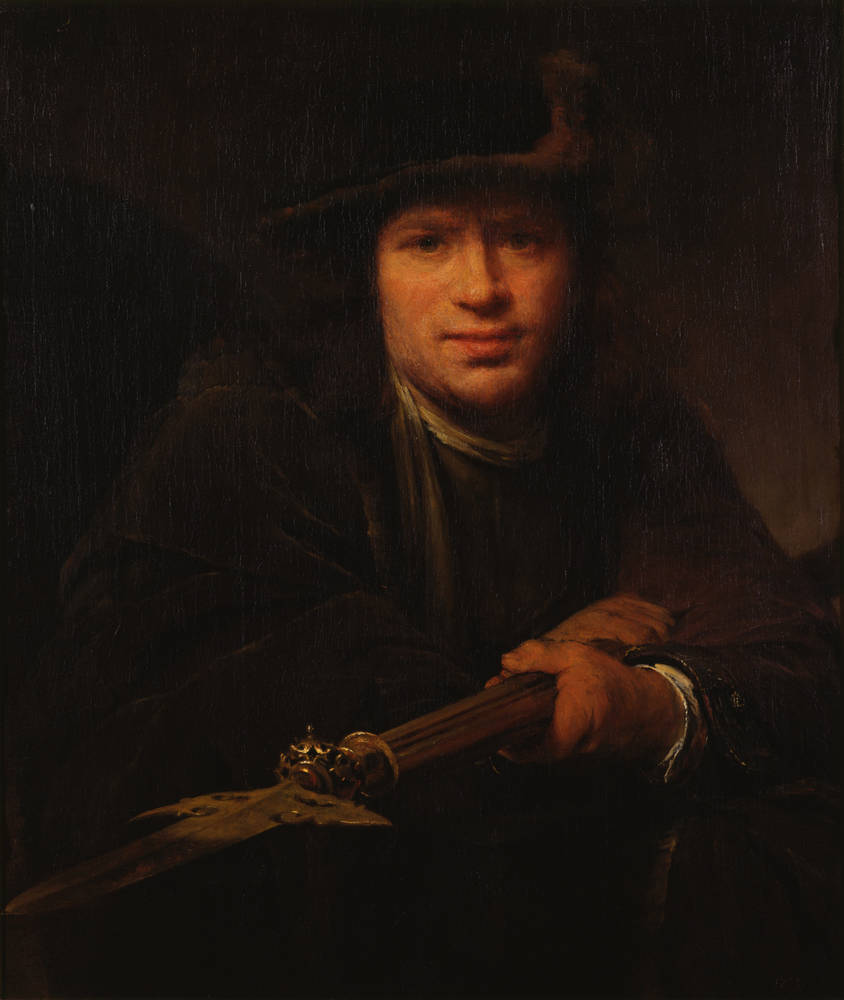
Retrato de un hombre con una alabarda Galería de Pinturas de los Maestros Clásicos, Dresde.

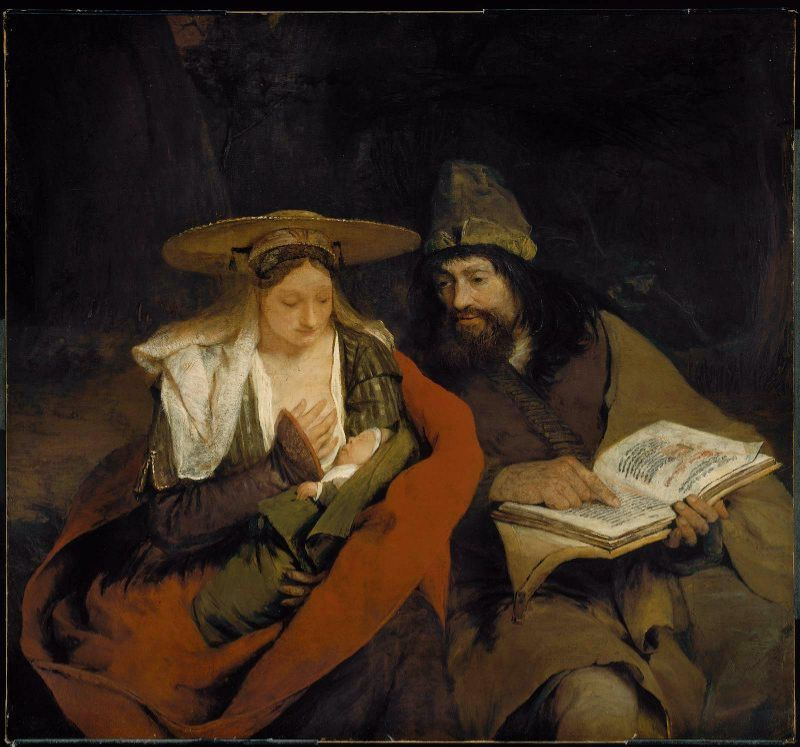
Descanso en la huida a Egipto (sobre 1690) Museo de Bellas Artes, Boston.

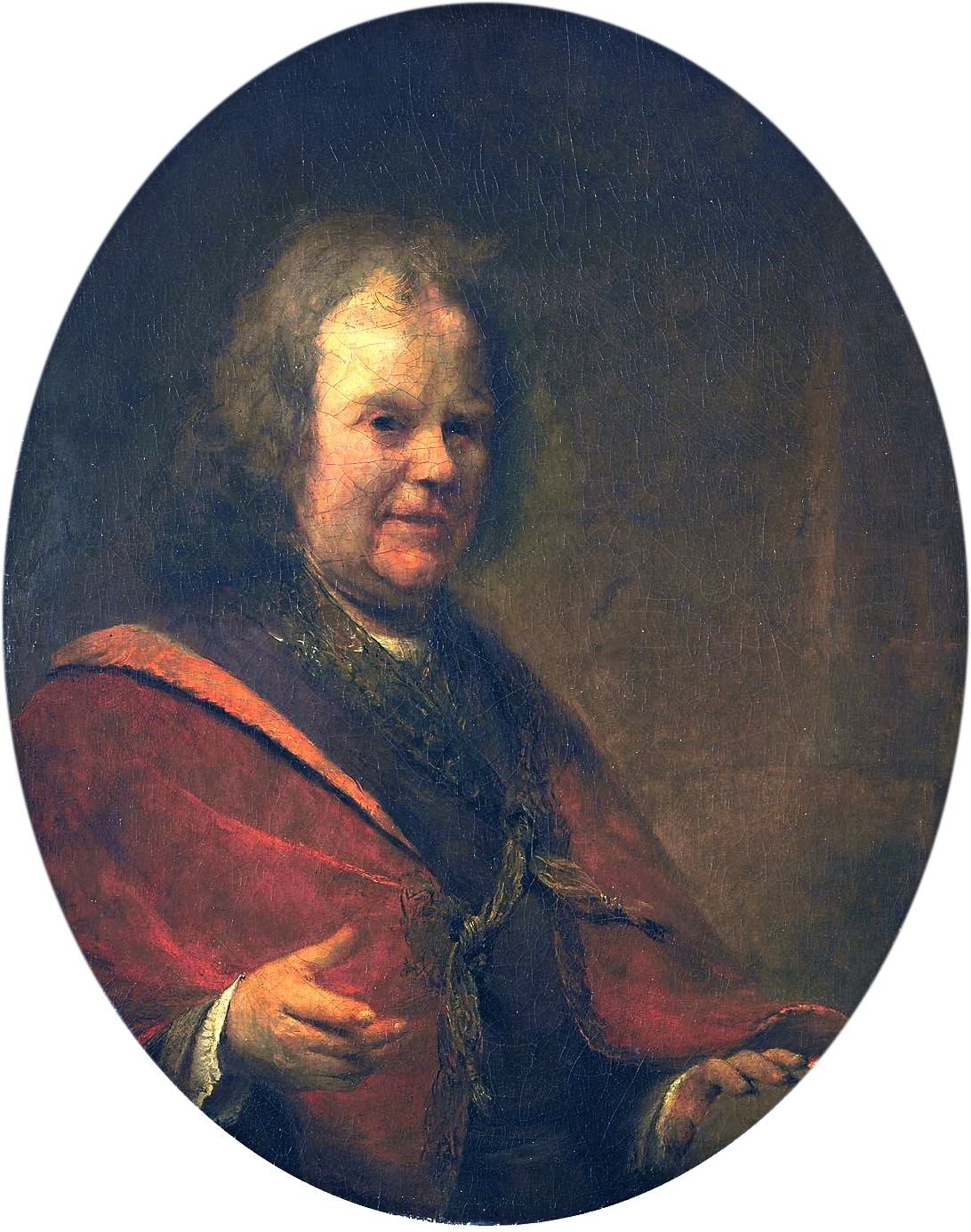
Retrato de Herman Boerhaave (1722) Mauritshuis, La Haya.

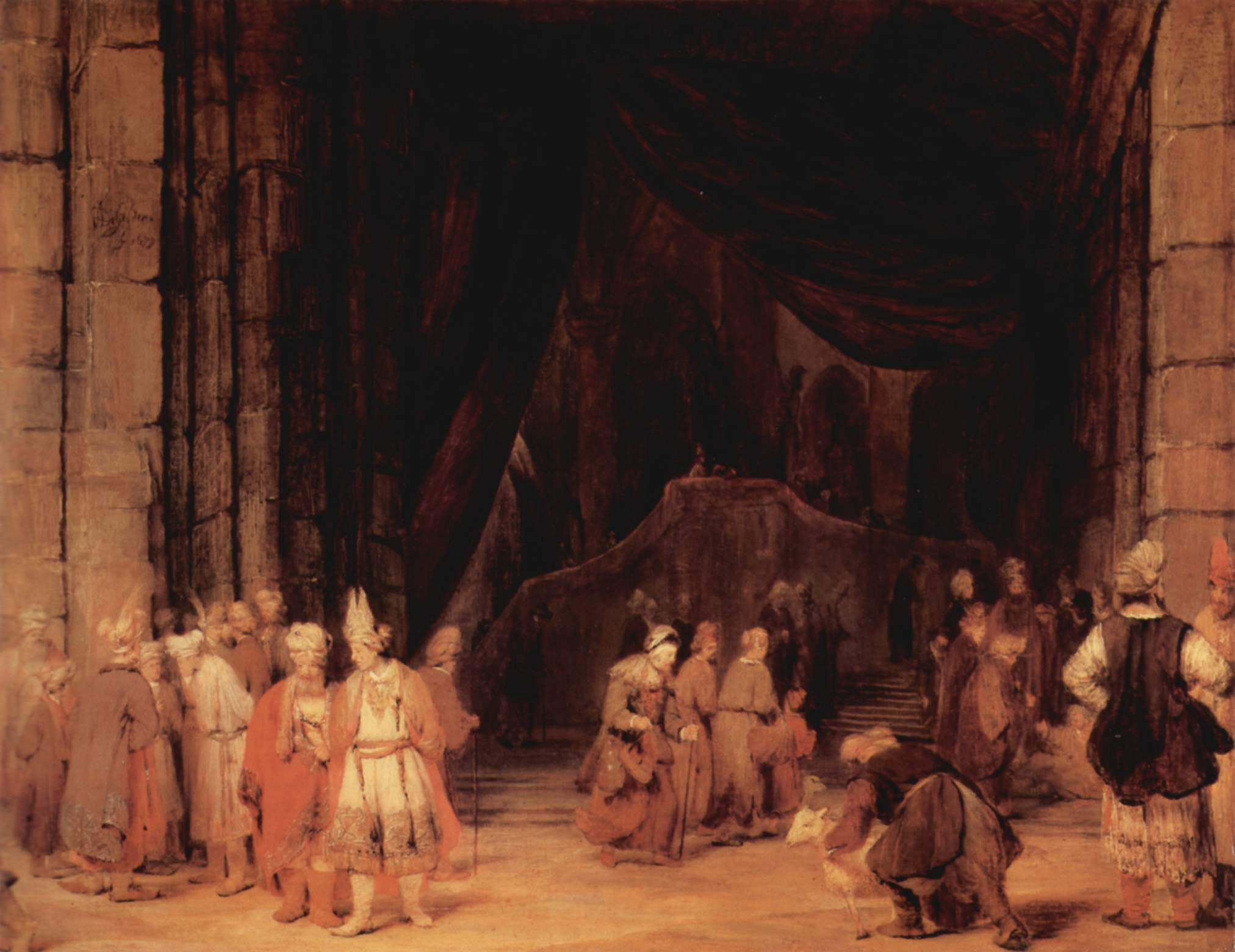
La entrada del templo (1679) Museo de Dordrecht.

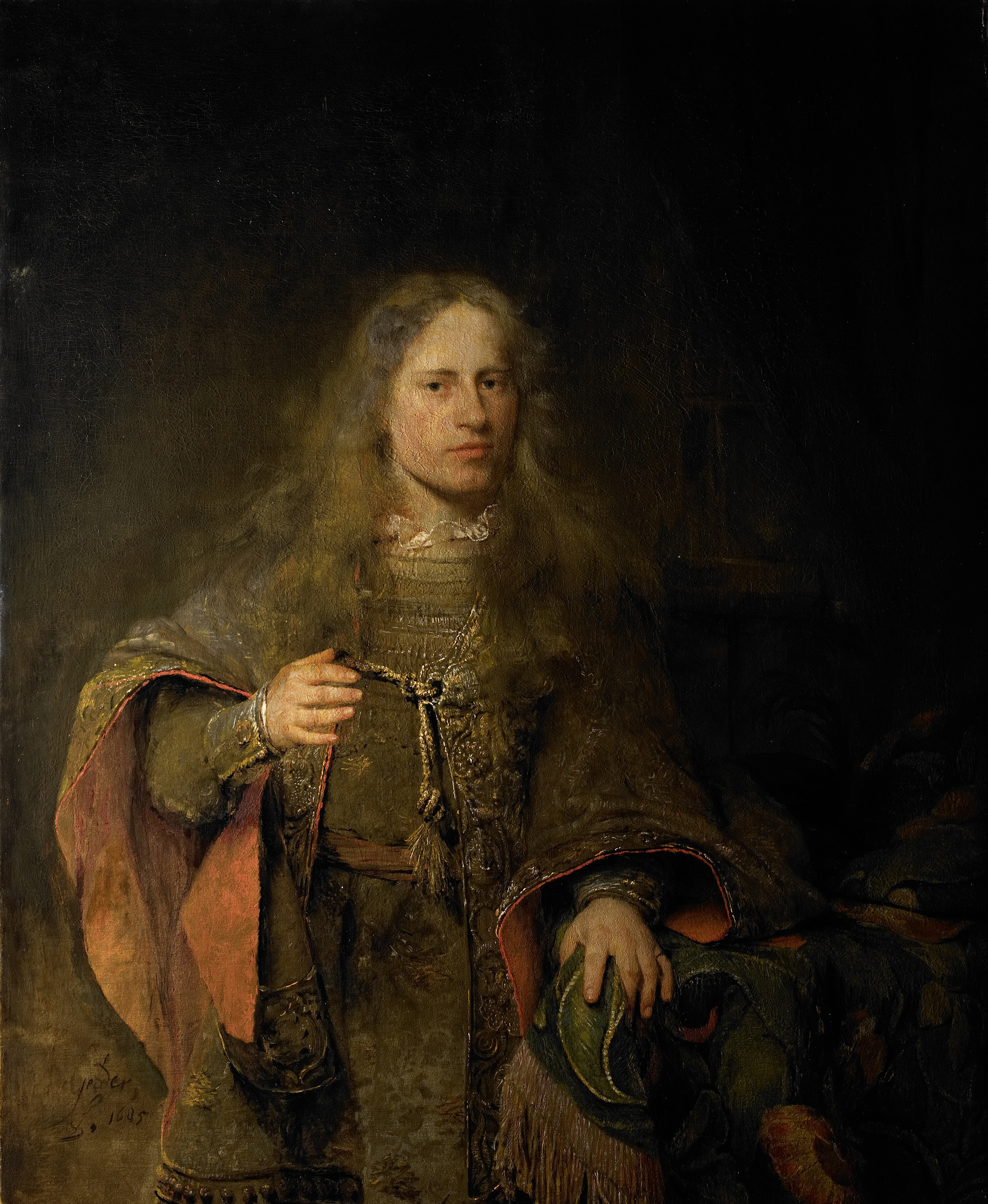
Ernestus van Beveren (1685) Museo Nacional, Ámsterdam.

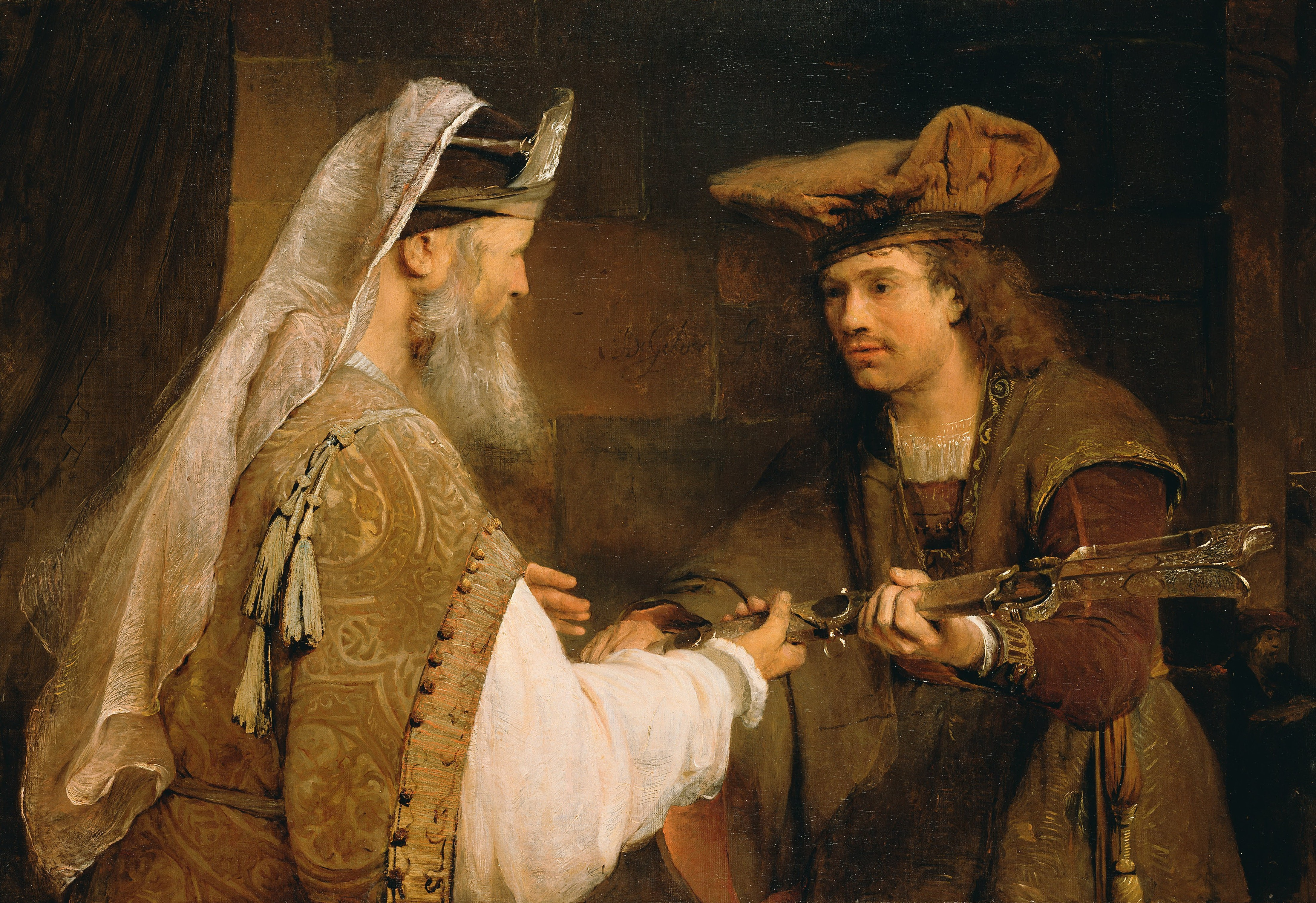
Ajimelec dándole la espada de Goliat a David (década de 1680) Museo J. Paul Getty, Los Ángeles.

Pintó alrededor de 100 obras.

## Obras
- Museo Nacional, Ámsterdam:
  - Naturaleza muerta (1664).
  - Rey David (1680-5).
  - Ernestus van Beveren (1685).
  - Cristo ante Caifás (1700-27).
  - El arresto de Cristo (1710-27).
  - Herman Boerhaave con su esposa e hija (1720-25).
  - Retrato del Zar Pedro I.
- Museo Municipal, Aschaffenburg:
  - Camino al Gólgota (1715).
- Galería de Arte, Berlín:
  - Sagrada Familia.
- Museo de Bellas Artes, Boston:
  - Descanso en la huida a Egipto (sobre 1690).
- Museo y Galería de Arte, Brighton:
  - El contrato de matrimonio (sobre 1670).
- Museo de la Villa de Bruselas (Maison du Roi):
  - Isaac encuentra a Rebeca (sobre 1665).
- Museos Reales de Bellas Artes de Bélgica, Bruselas:
  - Loth y una de sus hijas.
  - Tres Orientales en torno a una mesa leyendo un libro (dibujo).
- Museo de Bellas Artes, Budapest:
  - Ester y Mardoqueo (1685).
- Museo Nacional de Bellas Artes, Buenos Aires:
  - Ester y Mardoqueo escribiendo la primera carta del Purim.
- Museo Fitzwilliam, Cambridge:
  - El bautismo de Cristo (1710).
- Museo de Bellas Artes, Chambéry:
  - Virgen y Niño.
- Museo Wallraf-Richartz, Colonia:
  - Descanso en la huida a Egipto (1700-10).
- Instituto de Arte, Detroit:
  - La capa ensangrentada de José es mostrada a Jacob (dibujo, sobre 1662).
  - Un hombre (1689).
- Museo de Dordrecht:
  - La entrada del templo (1679).
  - Retrato del escultor Henry Noteman (1698).
  - Figura femenina alegórica (1700-10).
  - Esther, Ahasveros y Amán.
- Museo de la Cartuja, Douai:
  - Ester y Mardoqueo (1680-5).
- Galería de Pinturas de los Maestros Clásicos, Dresde:
  - Cristo ante Pilatos (1671).
  - Ecce Homo (1671).
  - Ester y Mardoqueo escribiendo la primera carta de Purim (sobre 1685)
  - Retrato de un hombre con una alabarda.
- Instituto Municipal de Arte, Fráncfort del Meno:
  - Autorretrato con un caballete pintando a una anciana (1685).
- Mauritshuis, La Haya:
  - Simeón y Ana rezan al niño Jesús (sobre 1700).
  - Retrato de Herman Boerhaave (1722).
  - Judá y Tamar (sobre 1700).
- Museo de Artes Plásticas, Leipzig:
  - Ahasver con Mordocai y Esther (sobre 1685).
- Colección Wallace, Londres:
  - Retrato de una joven.
- Galería Nacional, Londres:
  - Judá y Tamar (sobre 1700).
- Galería Pictórica Dulwich, Londres:
  - El sueño de Jacob (1700-15).
- Museo de Arte Fisher, Los Ángeles:
  - El niño Moisés pisando la corona del faraón (sobre 1665).
- Museo J. Paul Getty, Los Ángeles:
  - Ahimelech dándole la espada de Goliat a David (década de 1680).
  - El banquete de Ahasuerus (década de 1680).
- Museo Thyssen-Bornemisza, Madrid:
  - Cristo y la adúltera (1683).
- Museo de Arte de la Universidad de Harvard, Massachusetts:
  - Hombres a la moda de Oriente Medio (dibujo).
- Pinacoteca Clásica, Múnich:
  - La novia judía (también llamada Esther engalanada, 1684).
- Colección de Richard L. Feigen, Nueva York:
  - Cristo en el monte de los olivos.
- Museo Metropolitano de Arte, Nueva York:
  - Retrato Gérard de Lairesse (1665-7).
- Museo del Louvre, París:
  - Los peregrinos de Emaus (sobre 1660).
  - Retrato de familia (1720-2).
  - Retrato de una mujer.
  - Retrato de un hombre con capa roja.
  - Santo Tomás, de rodillas a los pies de Cristo, rodeado por sus discípulos (dibujo).
- Museo Nacional, Praga:
  - Vertumno y Pomona.
- Museo de Arte de la Escuela de Diseño de Rhode Island, Providence:
  - Ester y Mardoqueo escribiendo la segunda carta de Purim (sobre 1685).
- Museo Boymans Van Beuningen, Róterdam:
  - Dios y los ángeles visitan a Abraham (1680-5).
- Museo del Hermitage, San Petersburgo:
  - Músico errante (década de 1690).
  - Autorretrato (posterior a 1685).
- Museo del Convento de Santa Catalina, Utrecht:
  - Edna bencice a Tobías y Sara (1705-10).
- Museo de Historia del Arte, Viena:
  - La circuncisión de Cristo (1700-10).
- Otras localizaciones:
  - Judá y Tamar (1667), colección privada.
  - Judá y Tamar (1681), colección privada.
  - Betsabé hace un llamamiento a David (1685-90), colección privada.
  - Retrato de un niño (1700), colección privada.

## Simbolismo enEster y Mardoqueo
Proveniente de la colección Hirsch (Argentina), el óleo de Aert de Gelder es preservado y exhibido en el Museo Nacional de Bellas Artes, Buenos Aires.
La obra es conocida como Ester y Mardoqueo escribiendo la primera carta del Purim y también como Esther y Mordecai escriben las cartas a los judíos.
La fuente de inspiración de esta obra es el Libro de Ester: "Escribió Mardoqueo [...] y envió cartas a todos los judíos que estaban en todas las provincias del rey Asuero, cercanos y distantes, ordenándoles que celebraran el día decimocuarto del mes de Adar, y el decimoquinto del mismo mes, de cada año, como días en que los judíos estuvieron en paz con sus enemigos, y como el mes en que la tristeza se trocó en alegría, y el luto en festividad; que los convirtieran en días de banquete y de gozo, en día de enviar regalos cada uno a su vecino, y dádivas a los pobres" (Ester 9:20-22).

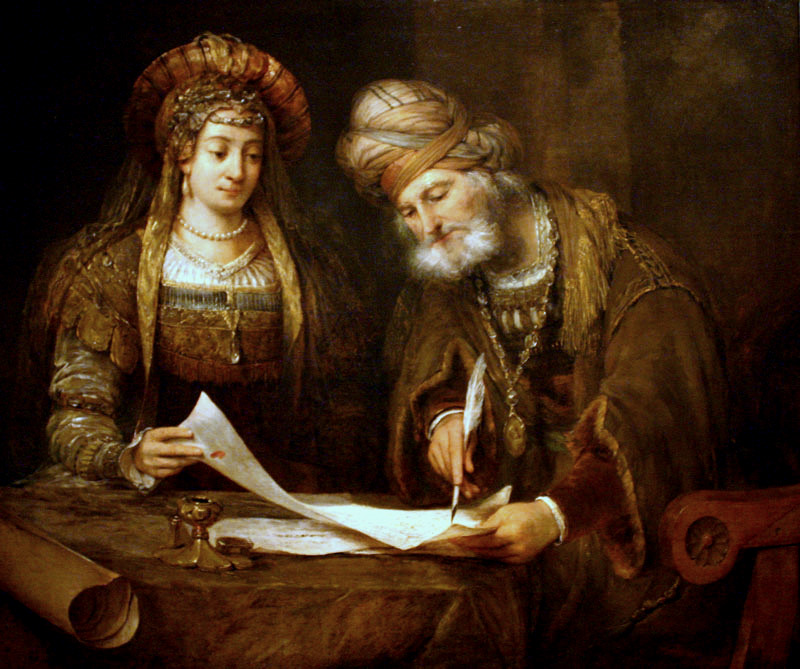
Aert de Gelder, Esther y Mordecai escriben las cartas a los judíos, 1675. Colección Hirsch, Museo Nacional de Bellas Artes, Buenos Aires.

La información provista por el MNBA indica que Aert de Gelder trató en diversas ocasiones la historia de Ester, siendo un tema popular en Holanda durante el siglo XVII, dado que el pueblo holandés parangonaba su propia lucha contra el yugo español con aquella que los judíos de la Antigüedad libraban contra sus enemigos. El Libro de Ester narra cómo una joven judía intercedió ante el rey persa Asuero (Jerjes) a fin de evitar la masacre de su pueblo, decretada por Amán, quien era enemigo de los judíos. La masacre estaba prevista para un día "tirado a suertes". Mas la intervención de Ester contribuyó al triunfo de los judíos y a partir de ello se estableció la fiesta de Purim, nombre que deriva del persa p[u]r [Libro de Ester: "fue echada Pur, esto es, la suerte"; Ester 3:7] y que significa "echar suertes". El tema era considerado ejemplificador y a su vez celebratorio del triunfo holandés respecto a su enemigo de entonces, España.
El sitio del MNBA determina que "Purim" es un "nombre que se deriva del sánscrito par o del persa por"; pero Purim es ante todo un término del idioma hebreo, cuyo singular es Pur (פור), identificado con ha-goral, vocablo que es entendido en este caso como "la suerte" (פורים); el término se emplea en hebreo probablemente desde el siglo V a. C., siendo muy posible que el término hebreo provenga a su vez del persa Pur; Ernest Klein sugiere que el término Purim proviene del acadio puru y este a su vez del sumerio bur. Tanto el Webster's Revised Unabridged Dictionary como el Chambers's Twentieth Century Dictionary indican que la etimología de Purim es hebrea.